# Sarceda (Cantabria)
Sarceda (localmente, en montañés: Zarcea) es una localidad del municipio de Tudanca (Cantabria, España). En el año 2016 contaba con una población de 35 habitantes (INE). La localidad se encuentra a 500 m s. n. m., y a 3,5 km de la capital municipal, Santotís. Celebra la festividad de San Blas el 3 de febrero.

## Toponimia
La voz salce, del latín salicem, junto a otras variantes cántabras sarce, zalce y zarce, hacen referencia al sauce cenizo, Salix atrocinerea. Sarceda o Zarcea denominan a una agrupación de estos árboles.